# Giancarlo Bergamelli
Giancarlo Bergamelli (Alzano Lombardo, 28 ottobre 1974) è un allenatore di sci alpino ed ex sciatore alpino italiano specializzato nello slalom gigante, nello slalom speciale e nel carving.

## Biografia
Giancarlo Bergamelli, originario di Trescore Balneario, proviene da una famiglia di grandi tradizioni nello sci alpino: è fratello di Norman, Sergio e Thomas, a loro volta sciatori alpini.

### Carriera sciistica
Membro della nazionale italiana dal 1992 al 2007, esordì in campo internazionale ai Mondiali juniores di Geilo/Hemsedal 1994 e in Coppa del Mondo il 12 novembre 1995 a Tignes, senza concludere lo slalom gigante in programma. Nel massimo circuito internazionale partecipò in carriera a 61 gare; non riuscì mai ad andare sul podio, ma fu per sei volte (tutte in slalom speciale) nei primi dieci: il 5º posto  di Park City del 23 novembre 2003 fu il suo miglior piazzamento.
Prese parte ai XIX Giochi olimpici invernali di Salt Lake City 2002 e a due Campionati mondiali (Sankt Moritz 2003 e Bormio/Santa Caterina Valfurva 2005), ma in tutti e tre i casi non riuscì a portare a termine la gara di slalom speciale. Conclusa la carriera in Coppa del Mondo al termine della stagione 2006-2007 (fu per l'ultima volta al via il 31 gennaio a Schladming in slalom speciale, senza completare la prova), dal 2008 si dedicò a tempo pieno alla Coppa del Mondo di sci carving. Nel gennaio 2011 conquistò la medaglia d'oro ai Mondiali di carving disputati a Bardonecchia; smise di gareggiare nel marzo del 2012.

### Carriera da allenatore
Dopo il ritiro è divenuto allenatore nei quadri della Federazione italiana sport invernali.

## Palmarès

### Coppa del Mondo
- Miglior piazzamento in classifica generale: 44º nel 2003

### Coppa Europa
- Miglior piazzamento in classifica generale: 55º nel 2001

### Nor-Am Cup
- Miglior piazzamento in classifica generale: 41º nel 2003
- 1 podio:
  - 1 vittoria

#### Nor-Am Cup - vittorie
| Data             | Località | Paese       | Specialità |
| ---------------- | -------- | ----------- | ---------- |
| 17 novembre 2001 | Loveland | Stati Uniti | SL         |

Legenda:

SL = slalom speciale

### Coppa del Mondo di sci carving
- 18 podi:
  - 7 vittorie
  - 6 secondi posti
  - 5 terzi posti

### Campionati italiani
- 1 medaglia[3]:
  - 1 oro (slalom speciale nel 2004)